# Wake-Up Call
Wake-Up Call é o décimo quinto álbum de estúdio da banda Petra, lançado a 9 de Novembro de 1993.
O disco atingiu o nº 1 do Top Contemporary Christian, e ganhou um Grammy Award na categoria Best Rock Gospel Album.

## Faixas
Todas as faixas por Bob Hartman, exceto onde anotado
1. "Midnight Oil" – 3:17
2. "Good News" – 4:29
3. "Strong Convictions" – 3:53
4. "He's Been in My Shoes" – 4:22
5. "Praying Man" (John Lawry e Jim Cooper) – 4:25
6. "Underneath the Blood" (Ronny Cates) – 3:30
7. "Sleeping Giant" (Ronny Cates) – 5:28
8. "Believer in Deed" – 4:06
9. "Marks of the Cross" (Ronny Cates) – 4:35
10. "Just Reach Out" (John Schlitt e Rich Gootee) – 4:28

## Créditos
- Bob Hartman - Guitarra
- John Schlitt - Vocal
- John Lawry - Teclados
- Ronny Cates - Baixos
- Louie Weaver - Bateria